# دار بريشة
دار بريشة هو معتقل سياسي سري سابق بتطوان بالمغرب افتتح سنة 1956، ويعتبر أول معتقل سياسي في مغرب ما بعد الاستقلال. كان الفضاء مكانا لتصفية الحسابات السياسية بين الأحزاب والتنظيمات المتصارعة، ويتعلق الأمر بكل من حزبي الاستقلال والشورى والاستقلال، حيث استغل حزب الاستقلال هذا المعتقل لتعذيب مناضلي حزب الشورى والاستقلال، وكان عدد من أطر حزب الاستقلال يأتي ليتفرج على المعذبين ويطالب بإنزال أشد أنواع التعذيب في حقهم.
يحكي المهدي المومني التجكاني، في كتابه المعنون بـ دار بريشة أو قصة مختطف (1987)، عن الحملة التي قادها حزب الاستقلال, والتي حملت شعار «المغرب لنا لا لغيرنا»، من أجل إضعاف الأحزاب المنافسة، ويضيف أنه نفذ العديد من الاغتيالات في حق مجموعة من المناضلين السياسيين، من قبيل محمد الشرقاوي وعبد الواحد العراقي، كما اختطف عبد القادر برادة وعبد السلام الطود وغيرهم.

## موقع وتاريخ الدار
تتواجد دار بريشة, المسماة أيضا بجنان بريشة، أو عزيب بريشة بأعلى ربوة بحي المحنش في تطوان بجانب المعمل القديم للسكر وخلف دار الشاطبي للتعليم الأصيل. دار بريشة عبارة عن منزل يتكون من قبو ؛ طابق سفلي وطابقين علويين. بنيت دار بريشة في القرن التاسع عشر، وتعود ملكيتها إلى عائلة بريشة، وهي عائلة فاسية كانت تحظى بمكانة سياسية ومالية مهمة.

## السياق التاريخي
في البدايات الأولى للاستقلال المغرب، وجد حزب الاستقلال نفسه محاطا بمجموعة من الأحزاب التي لا يمكنه تجاوزها وذلك لعدة اعتبارات تاريخية، لذلك حاول دمج بعضها في صفوفه، وهكذا نجح في ضم حزب الإصلاح الوطني سنة 1956، و لم يكن حزب علال الفاسي قادرا على إقناع جميع الأحزاب الأخرى بـ «الذوبان» فيه، فاستقر رأيه على مناهضتها ومن أبرزها حزب الشورى والاستقلال الذي شكل القوة الوحيدة المنافسة له.

### الصراع بين حزب الاستقلال و حزب الشورى و الاستقلال
كرس التوتر بين حزب الاستقلال والشورى والاستقلال بتنامي الأصوات في صفوف المقاومة الوطنية وأعضاء جيش التحرير وأعضاء الشورى والاستقلال، الرافضة لمفاوضات إيكس ليبان، التي اتهم فيها هؤلاء حزب الاستقلال بالإقدام على إبرامها مع المستعمر الفرنسي للحصول على استقلال ناقص يخول للاستقلاليين امتيازات ومكاسب، مما أدى إلى بروز جناح راديكالي.
بدأ الصراع بين الطرفين على صفحات الجرائد، إلى درجة أن فرض البوليس السياسي رقابة دائمة على جريدتي حزب الشورى والاستقلال في مطبعة الأمل بالدار البيضاء (جريدة «الرأي العام» و جريدة «Démocratie»). وبعدها انتقل الصراع إلى اعتقال واختطاف واغتيال الشوريين.
بدأت بعد ذلك حملة حزب الاستقلال على الشوريين في يناير 1956 بمذبحة سوق أربعاء الغرب, مما أجج صراعا اتخد بعدا أكبر حين أقدم أعضاء من حزب الشورى والاستقلال، متحالفون مع منظمة الهلال الأسود، في ربيع سنة 1956، على تنفيذ عدّة اغتيالات وتصفيات استهدفت عناصر من حزب الاستقلال في مدينة أزيلال، ومثلوا بالجثث بعدما علقوها على جذوع الأشجار.
رد حزب الاستقلال باغتيال عبد الواحد العراقي كاتب فرع حزب الشورى والاستقلال بمدينة فاس، في باب الخوخة بذات المدينة في أبريل 1956، فاغتيال المقاوم محمد الشرقاوي، واختطاف عبد السلام الطود، وعبد القادر برادة، وإبراهيم الوزاني بتطوان في يونيو 1956، حيث أن عبد القادر الوزاني، طلب منهما بعد أن نقلا لدار بريشة أن يقوما بحفر قبرين في حديقة الدار، وبعد ذلك تم دفنهما أحياء بها. فيما كان الطود قد نقل لغفساي لتصفيته هناك، بعد أسابيع من التعذيب والاعتقال بدار بريشة.

## الاعتقالات والتعذيبات
في إطار الصراع بين الاستقلال وحزب الشورى والاستقلال، تم استغلال المنزل في عمليات تعذيب الخصوم السياسيين لحزب الاستقلال، الذي كان يود احتكار السلطة لوحده، وكل من يقول لا للإيديولوجية التي يدعو إليها حزب علال الفاسي.
حسب أعضاء حزب الشورى والاستقلال، فإن المسؤولية في جنان بريشة تقع على حزب الاستقلال الذي حصد أغلب الحقائب الوزارية المهمة في الحكومة الائتلافية برئاسة امبارك البكاي في دجنبر 1955، كما كانت له أغلبية مطلقة في المجلس الوطني الاستشاري، وانفرد به وزير داخلية من حزب الاستقلال. بينما كان الشوريون في وضع المعارضة.
كانت التهم التي توجه للمعتقلين في دار بريشة، هي الانتماء إلى حزب الشورى، الميول إلى الشيوعية، التعاطف مع محمد بن عبد الكريم الخطابي، حمل السلاح والمتاجرة فيه، معاكسة الوطنيين وخيانة الوطن، الاختلاف مع علال الفاسي.
خلال الشهادات التي استقتها هيئة الإنصاف والمصالحة حول دار بريشة، حكى عدة معتقلين سابقين عن هول المعاناة والتعنيف الذي تعرضوا له طيلة فترة وجودهم بالدار، رغم أنه لم تكن لبعضهم أي ارتباطات بالحركة الوطنية والعمل السياسي بصفة عامة، وكان جرمهم الوحيد هو قربهم من لائحة المطلوبين لفائدة حزب الاستقلال.

### شهادة أحد ضحايا التعذيب
عبد السلام العمري، واحد من أوائل المعتقلين بدار بريشة. كان إلى جانب رفيقه يشتري سمكا، في منطقة حجر النحل، قبل أن يباغته أربعة أشخاص يحملون مسدسات في أيديهم ووجهوا إليه لكمات قوية في الوجه، قبل أن يركبوه مرغما في سيارتهم.
كانت تهمة العمري، هي المتاجرة في السلاح، ولكنه أنكر التهمة مؤكدا كونه كان ترجمانا، ولم يحمل يوما مسدسا في يده. تم تعذيب عبد السلام إصر ذلك وقال في شهادته حول التعذيب:«جيئ بي إلى مكان يدعى الكورنة، هنا يعلق المعتقلون عراة ويتم جلدهم بحبال غليظة، ويصب الملح فوق جلودهم، ليزدادوا ألما، كان المكان عبارة عن كراج، فيه عدد من البراميل، كانت مملوءة بالماء والبول والغائط، عندما ينتهون من الجلد كانت الحصة الثانية هي غطس الرأس في هذه البراميل القذرة».
يتذكر العمري جيدا، كيف أن الخاطفين جاؤوا بثلاثة شيوخ من جيش التحرير وقاموا بإعدامهم رميا بالرصاص في عرسة المعتقل، وتم دفنهم تحت شجر التين، وهم ما يزالون لحد الآن هناك. كان هؤلاء الشيوخ في نظر قادة حزب الاستقلال «خونة»، إذ كان كل من يخالف رأي الحزب يوصف بهذا النعت، حتى إن أي رأي يتداول داخل اجتماعات هذا الحزب مخالف وغير متفق مع رأي الأغلبية، فإنه إما يحال على المعتقل أو يقتل، ويتم تدبير طريقة قتله فيما بعد من قبل الجلادين.

## مراسلات حول المعتقل

### رسائل للملك محمد الخامس
كان الملك محمد الخامس على علم بتفاصيل ما كان يجري في دار بريشة، من خلال رسالة وجهها الشوريون في تطوان إلى الملك أثناء زيارته للمدينة، قدمها له إدريس كويس المرون، وهو معتقل سابق في الدار. إضافة لذلك، بعث محمد بن الحسن الوزاني الأمين العام لحزب الشورى والاستقلال رسالة للملك بتاريخ 16 يناير 1956 طالب فيها بالإفراج العاجل عن جميع المعتقلين السياسيين، سواء كانوا من أعضاء حزب الشورى والاستقلال أو من المحايدين والأحرار، وإرجاع جميع المخطوفين إلى بيوتهم، ومنع الوسائل الجهنمية المستعملة في إدارة الشرطة أو في المعتقلات للانتقام ولانتزاع الاعترافات وفرضها، وتطبيق القوانين داخل السجون والكوميساريات وإصدار قوانين جديدة تحمي المواطنين وتضمن حقوقهم وحرياتهم.
لم تتلق تلك الرسائل أية أجابة.

### رسالة محمد بن عبد الكريم الخطابي
يوم 27 يوليوز 1960 بعث محمد بن عبد الكريم الخطابي رسالة لزعيم حزب الشورى والاستقلال محمد بلحسن الوزاني تكشف بالملموس أسماء المعتقلات ومراكز التعذيب والتقتيل وهي تناهز 100 معتقل سري، ويحدد عدد المعتقلين في 9672 كلها معروفة بالإسم واللقب.
كشفت الرسالة عن جرائم وقعت في شهر ماي من سنة 1956 منها اغتيال عبد الواحد العراقي كاتب فرع حزب الشورى والاستقلال بمدينة فاس وممثل العلماء في استشارات «إيكس ليبان»، والسبب كان هو دعوته عبر أمواج الإذاعة الوطنية إلى حل جيش التحرير. ذكرت الرسالة كذلك معتقل دار بريشة بالاسم، وطالب فيها الخطابي بإطلاق سراح جميع المعتقلين السياسيين بالمغرب.

## الوضع الحالي
خلال بداية الألفية الثالثة، تم بيع دار بريشة لأحد المنعشين العقاريين بمدينة تطوان من أجل بناء عمارات بالمنطقة. كان ذلك على عهد رئيس جماعة تطوان سيدي المنظري. قام عدة مهتمين بالتاريخ بالاحتجاج على الأمر، نظرا لكون الدار جزءا من الذاكرة المغربية. إثر ذلك، تم توقيف مشاريع البناء وبقيت الدار على حالها.
سنة 2013, تداولت منابر اعلامية مغربية خبر تحويل دار بريشة إلى متحف، إسوة بجميع المعتقلات السرية القديمة في المغرب، وهي الدعوة التي ركز عليها المجلس الوطني لحقوق الإنسان تحت رئاسة إدريس اليزمي، لكن هذا الأمر لم يتحقق إلى اليوم.

## كتب حوب معتقل دار بريشة
أصدر عدة كتاب، سواء باحثين أو معتقلين سابقين كتبا حول معتقل دار بريشة، منها:
- دار بريشة أو قصة مختطف - المهدي المومني التجكاني (1987).
- من مظاهر التعذيب الحزبي أو دار بريشة الثانية - عبد الله الرداد (1990).
- من جرائم دار بريشة - محمد العسري (2014).[9]

## وصلات خارجية
- النص الكامل لرسالة محمد بن عبد الكريم الخطابي لمحمد بن الحسن الوزاني
- الكتاب الكامل ل دار بريشة أو قصة مختطف - المهدي المومني التجكاني